# John Galt

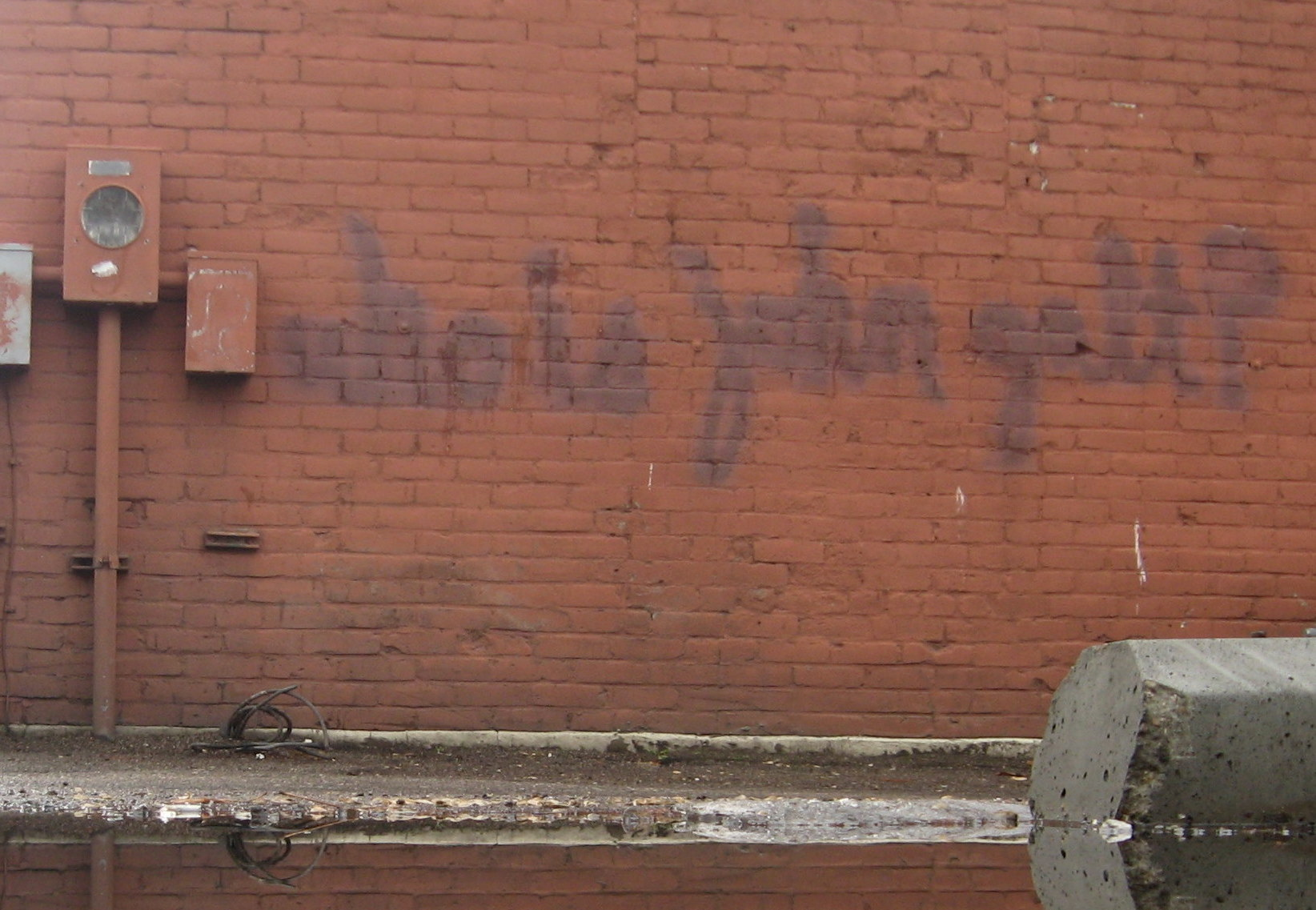
“Who is John Galt?” («¿Quién es John Galt?»), graffiti en Boise (Idaho, Estados Unidos).

John Galt es un personaje ficticio de la novela La rebelión de Atlas de Ayn Rand. A lo largo de la novela, se plantea repetidamente la pregunta, “Who is John Galt?” («¿Quién es John Galt?»), acompañada con la misión del lector de averiguarlo por sí mismo.
A medida que la trama se desarrolla, se reconoce a John Galt como un símbolo, mitad hombre, mitad leyenda. John Galt se revela a sí mismo en el punto crítico de la crisis social que sacude el mundo, en un discurso que en esencia es un resumen de la filosofía objetivista. Él ofrece la llave de la realidad, propone y ofrece de forma coherente la clave del universo y del alma humana, aquello que muchas personas a lo largo de la historia han buscado por medio de la ciencia, la religión, el arte.
Él simboliza el rechazo del velo que oculta la realidad bajo subjetivismos, falsos conceptos e ideas socialmente aceptadas, mostrando las reglas que rigen la existencia y el universo. En palabras del propio personaje John Galt, la humanidad, a lo largo de la historia, ha sacrificado la justicia por la misericordia, la independencia por la unidad, la razón por la fe, la lógica por la subjetividad, el individuo por el colectivo, la riqueza por la necesidad, el ego por la negación de uno mismo. A través de él, los diferentes personajes, y, en última instancia, todas las personas que conforman la sociedad, se redescubren a sí mismas, a su verdadero "Yo".

Habéis oído decir que esta es una época de crisis moral. Lo has dicho tú mismo, en parte con miedo, en parte esperando que esas palabras carecieran de sentido. Habéis clamado que los pecados del hombre están destruyendo el mundo y habéis maldecido la naturaleza humana por resistirse a practicar las virtudes que exigíais. Maldijisteis al hombre, maldijisteis la existencia, maldijisteis esta tierra, pero nunca osasteis cuestionar vuestro código. Vuestras víctimas asumieron la culpa y continuaron luchando, con vuestras injurias como recompensa de su martirio – mientras seguíais clamando que vuestro código era noble pero la naturaleza humana no era lo suficientemente buena para practicarlo. Y nadie se alzó para hacer la pregunta: ¿Buena? – ¿Según qué estándar, qué norma, qué criterio?
Queríais saber la identidad de John Galt. Yo soy el hombre que ha hecho esa pregunta.
John Galt

## «¿Quién es John Galt?»
La primera línea del libro comienza de esa forma: «¿Quién es John Galt?». La pregunta se vuelve una expresión popular de ayuda y desesperación en la decadente sociedad en crisis, ya sea en forma de misteriosos mensajes ocultos como grafitis o panfletos, hasta en forma de exclamación popular de ayuda o interrogación. Antes de conocer a John Galt, Dagny Taggart (personaje principal en la novela) oye varias leyendas acerca de Galt, las cuales, al final, contienen todas ellas algo de verdad.

## Interpretaciones
John Galt es comparado con varios íconos de la literatura y la historia. En la propia novela, se le compara con Prometeo de los mitos griegos. A diferencia de Prometeo, quien sufrió por traer un gran beneficio a la humanidad, Galt se niega a sufrir, y, en su lugar, decide quitar el beneficio que había traído. Otros intérpretes han notado un paralelismo entre Galt y Jesús de Nazaret, particularmente en la escena en que Galt es torturado. A pesar de ser un código ético radicalmente opuesto, John Galt, al igual que Jesús de Nazaret, trajo al mundo un código moral y una "forma de vida", y ambos fueron perseguidos por ello.

## Influencia cultural
En 1991, el Club del Libro del Mes, en cooperación con la Biblioteca del Congreso de los Estados Unidos de América, hizo una encuesta entre miembros del club, preguntándoles qué libro había marcado una diferencia en sus vidas, la respuesta segunda más popular fue "La rebelión de Atlas".